# Ugo Forti
Ugo Forti (Napoli, 2 marzo 1878 – Napoli, 16 luglio 1950) è stato un giurista italiano.

## Biografia
È figlio di Carlo Forti e di Rachele Ida Coen. Nel 1908 sposa Bertha Matter, con la quale ha due figlie gemelle Lidia e Lisa.
Si laurea in giurisprudenza a Napoli nel 1899. In seguito si dedica allo studio del diritto amministrativo, approfondendo temi quali la concezione dello stato, il procedimento amministrativo, la pubblica amministrazione e l'istituto degli enti pubblici parastatali (descritto nelle Lezioni di diritto amministrativo, pubblicate a Napoli nel 1926).
Nel 1903 inizia a insegnare diritto amministrativo e scienza dell'amministrazione all'Università di Camerino e pubblica una delle sue opere più significative Il realismo nel diritto pubblico. Dal 1906 vince la cattedra di diritto amministrativo all'Istituto Cesare Alfieri di Firenze. Quattro anni più tardi si iscrive al concorso per la cattedra bandita dall'Università di Cagliari, di cui risulta vincitore. A Cagliari resterà fino a 1915, quando viene chiamato all'Università di Messina. Dopo due anni passa alla facoltà di giurisprudenza di Napoli, per insegnare Diritto internazionale e dal 1924 anche diritto amministrativo. È a Napoli quando, nel 1938, è costretto ad abbandonare l'insegnamento, la professione forense  e ad interrompere la sua collaborazione con il Foro italiano per l'entrata in vigore delle leggi razziali.  Avverso al regime sin dalla prima fase del ventennio fascista è stato, nel 1925, tra i firmatari del Manifesto degli intellettuali antifascisti. Potrà tornare ad insegnare solo dopo la Liberazione di Napoli.
Partecipa attivamente al processo di Guerra di liberazione italiana, collaborando alle trattative con gli Alleati per l'amministrazione dei territori occupati. È consulente della Commissione di epurazione, istituita dal Ministro di Grazia e Giustizia Ettore Casati per rimuovere dagli incarichi coloro che avevano avuto ruoli di rilievo nel governo fascista. Dopo aver sottolineato alcune criticità di merito presenta una proposta diversa da quella del Ministro Casati, che però viene respinta dal secondo governo di Badoglio.
Nel 1946 viene nominato presidente della Società meridionale di elettricità e diventa membro del Consiglio superiore per la pubblica istruzione. Dal 1947 diventa socio nazionale dell'Accademia Nazionale dei Lincei. 
Muore a Napoli il 16 luglio 1950.

## Le Commissioni sulla pubblica amministrazione
Nell’ottobre del 1944 viene nominato come presidente della Commissione per la riforma dell'amministrazione, con il compito di presentare una proposta di riforma della burocrazia italiana. La commissione, caratterizzata da una forte impronta liberale, intende rinnovare il modello di amministrazione, ispirandosi al principio di imparzialità. Il principio si traduce in una serie di regole che mirano ad impedire l’ingerenza della politica nell’amministrazione. All’esito dei lavori istruttori, la commissione presenta una relazione dove evidenzia i problemi della pubblica amministrazione dovuti all'eccessiva centralizzazione, al numero elevato di funzionari, alla prevalenza della politica sull'amministrazione e alla mancanza di garanzie per i privati.
Nel settembre del 1945, il ministro per la Costituente, Pietro Nenni, affida a Forti la presidenza della Commissione per studi attinenti alla riorganizzazione dello Stato (anche detta “Commissione Forti”), istituita il 21 novembre 1945 e composta da 90 membri. La commissione è finalizzata ad eliminare la legislazione fascista e ad elaborare un piano di riforma amministrativa del nuovo stato democratico. Non è composta solo da tecnici, ma anche da esperti nominati dai partiti politici. Si suddivide in cinque sottocommissioni: 
1. problemi costituzionali,
2. organizzazione dello Stato,
3. autonomie locali,
4. enti pubblici non territoriali,
5. organizzazione sanitaria.

All'inizio dei lavori viene proposto di redigere una bozza di costituzione, ma Nenni ribadisce la natura meramente tecnica della commissione.
Il 30 giugno del 1946 viene presenta all'Assemblea costituente, la relazione sull'operato dell'organismo accompagnata da uno schema di legge generale sulla pubblica amministrazione.
La Costituente seguirà solo in parte i suggerimenti della Commissione, laddove all’articolo 97 della Costituzione, proclama il principio di imparzialità della pubblica amministrazione e il principio di legalità dell’organizzazione amministrativa.

## Opere
- Ugo Forti, Realismo nel diritto pubblico, Camerino, Tipografia Savini, 1903.
- Ugo Forti, Studi e questioni di diritto amministrativo, 1906.
- Gli statuti degli enti autonomi nel diritto amministrativo italiano: teoria, Napoli, L. Pierro, 1905.
- Teoria dell’organizzazione e delle persone giuridiche pubbliche: lezioni di diritto amministrativo, Napoli, E. Jovene, 1948.
- Diritto internazionale pubblico e privato, 1945.
- Ugo Forti, Studi di diritto pubblico, Roma, 1937.